# Oratostylum zebra
Oratostylum zebra là một loài ruồi trong họ Asilidae. Oratostylum zebra được Dikow & Londt miêu tả năm 2000. Loài này phân bố ở vùng nhiệt đới châu Phi.